# Battle Club
Battle Club (バトルクラブ, Batoru Kurabu) est un manga de Yuji Shiozaki, racontant les histoires farfelus de jeunes faisant partie d'un club de lutte. La 1re série compte 6 tomes, la seconde 3.

## Histoire
Mokichi a été sauvé de justesse d'une bande de mauvais garçons qui l'avaient déjà martyrisé par le passé. Celle qui est venue à son secours est une énigmatique jeune fille qui porte un bracelet sur lequel est inscrit N.O.B. (le sigle de Nigthmare Of the Battle). Même si elle a dû intervenir pour sauver Mokichi, cette mystérieuse combattante avoue être curieuse de la capacité de notre héros à encaisser les coups. S'il veut la revoir, elle ne lui laisse qu'une option: devenir plus fort pour que leurs routes se croisent à nouveau. Mokichi subjugué par cette dernière va commencer à prendre l'entraînement très au sérieux. Tamako est le nom de cette mystérieuse fille. Elle est amusante et enjouée.
Les membres du club de lutte du lycée Shiratori commencent à se serrer les coudes et on sent qu'ils formeront bientôt une redoutable équipe. La plupart des membres étant des filles, elles ont une fâcheuse tendance à perdre leurs vêtements sans raison apparente.

## Personnages
- Mokichi Saitou : Fraichement arrivé à l'établissement Swan, il est le seul garçon du club de lutte. Bien que très faible par rapport aux filles, le fait de se faire malmener par elles lui permet d'augmenter dans un premier temps sa résistance. Il affectionne beaucoup la lutte grâce aux contacts rapprochés que ça implique.

- Tamako Hirada : Elle est enjouée et déterminée quoiqu'un peu naïve. L'héroïne possède un caractère des plus crédules et a tendance à servir de souffre-douleur à Higuchi. Elle montre cependant une force et une résistance impressionnantes par moments. Elle a un côté très tête en l'air et a aussi tendance à se blesser toute seule lorsqu'elle s'entraine.

- Tondemon Higashi : L'infirmier du lycée, un vieil homme qui encouragera Mokichi à se présenter au club de lutte, où il pourra devenir « un homme, un vrai »...

- Higuchi Ichiyo : La vice-capitaine du club de lutte a de façon générale une attitude très calme. Mais elle s'énerve facilement quand Tamako ne lui rapporte pas quelque chose ou qu'on la provoque. Elle est surnommée la "Reine des vampires" et s'avère être lesbienne.

- Rentarou Taki : Capitaine du club de lutte, elle passe au premier abord pour une femme particulièrement belle. Il s'avère cependant que c'est un homme même si ses seins, fesses et hanches sont de toute évidence naturels. Il a des tendances exhibitionnistes d'ailleurs.

- Shiba Ryoutarou : Membre du club de karaté, elle a une force redoutable. Son caractère tendrait vers celui de garçon manqué et elle ne supporte pas qu'on la rabaisse à cause de son sexe. À la suite d'une défaite contre Tamako, elle en tombe amoureuse ce qui donne des situations assez cocasses.

- L'Elite des quatre gardiens : Anciens dieux, qui gardent un vieux parchemin qui est un manuel de formation pour les arts martiaux. Ils sont aussi connus sous le nom de quatre rois du ciel, Koumoku, Tamon, Zouchou et Jikoku.

- Ono Imoko : Une fille avec de l'expérience de combat, membre de la Shark Island High School Wrestling Club.

## Liens
- Fiche sur Manga-news